# Mekar Wangi (Mesuji)
Mekar Wangi is een bestuurslaag in het regentschap Ogan Komering Ilir van de provincie Zuid-Sumatra, Indonesië. Mekar Wangi telt 1628 inwoners (volkstelling 2010).